# 褐吻鰕虎魚
褐吻鰕虎魚（学名：Rhinogobius brunneus）为背眼鰕虎魚科吻鰕虎魚屬的鱼类，俗名褐栉鰕虎魚。在中国，分布于云南南盘江和元江水系、广东珠江水系等，常生活于底质多沙砾的溪流中。该物种的模式产地在日本长崎。

## 扩展阅读
維基物種上的相關：褐吻鰕虎魚